# 哈科 (伊利諾伊州)
哈科（英語：Harco）是位於美國伊利諾伊州薩林縣的一個非建制地區。該地的面積和人口皆未知。

## 地理
哈科的座標為37°47′45″N 88°39′00″W / 37.79583°N 88.65000°W，而該地的平均海拔高度為135米（即443英尺）。